# Cantón de Lagny-sur-Marne
El cantón de Lagny-sur-Marne es una división administrativa francesa, situada en el departamento de Sena y Marne y la región Isla de Francia.

## Geografía
Este cantón es organizado alrededor de Lagny-sur-Marne en él distrito de Torcy.

## Composición
El cantón de Lagny-sur-Marne agrupa 4 comunas:
- Gouvernes
- Lagny-sur-Marne
- Pomponne
- Saint-Thibault-des-Vignes

## Demografía
| 18 351 | 19 842 | 22 961 | 26 828 | 30 028 | 30 910 |
| Para los censos de 1962 a 1999 la población legal corresponde a la población sin duplicidades (Fuente: INSEE [Consultar]) |        |        |        |        |        |